# Huy (pasmo w Niemczech)

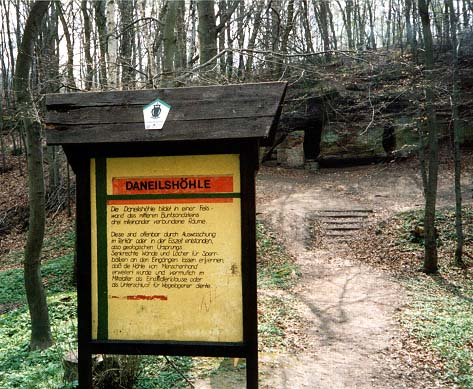
Szlak turystyczny w górach Huy

Huy (IPA /hyː/) – łańcuch wzniesień w Niemczech, w landzie Saksonia-Anhalt na północ od gór Harz, 10 km na północny zachód od Halberstadt. Najwyższym wzniesieniem jest Buchenberg (314 m n.p.m.). Pasmo zbudowane jest z piaskowca i wapienia muszlowego. W górach znajdują się pokłady soli kamiennej.
Teren wzgórz jest zalesiony, przecinają go szlaki turystyczne i edukacyjne. Na wzgórzach znajduje się klasztor benedyktyński Huysburg. Podczas II wojny światowej mieścił się tu ośrodek pracy przymusowej Heeres-Munitionsanstalt Dingelstedt bei Halberstadt produkujący amunicję. W wyniku eksplozji 21 września 1944 zginęło 59 osób.